# کوه پیر محمد
کوه پیر محمد شاهین دژ، با ارتفاع ۲۷۲۰ متری در شمال شرقی شهر  شاهین دژ مرکزشهرستان شاهین‌دژ که تقریباً از همه جای شهر شاهین‌دژ قابل رویت است از این کوه دره  قره قیه (قه ره قایه) و دره زینالو (زینه لی) منشعب می‌شوند که داری طبیعت زیبا هستند این کوه از لحاظ اعتقادی و طبیعی در فصل بهار برای تفریح بومیان منطقه داری اهمیت است که مردم برای قربانی کردن یکی از روزها را در این منطقه به سر می‌برند.